# The Simpsons: Bart's House of Weirdness
Vous lisez un « bon article » labellisé en 2018.
The Simpsons: Bart's House of Weirdness (parfois simplement Bart's House of Weirdness) est un jeu de plates-formes agrémenté de phases de jeu d'action-aventure et de shoot 'em up développé par Distinctive Software et édité en 1992 par Konami sur PC (DOS) uniquement en Amérique du Nord. Basé sur la série télévisée d'animation américaine Les Simpson, il reprend fidèlement de nombreux éléments de son univers. Le joueur contrôle Bart Simpson qui essaye de s'échapper de sa maison après avoir été puni par Homer. Au cours de ses aventures à travers la maison puis la ville, Bart peut utiliser diverses armes pour repousser les ennemis et autres insectes ou animaux.
Lors de sa sortie, Bart's House of Weirdness est bien accueilli par la presse spécialisée : elle loue la qualité et la fidélité des visuels en les comparant à ceux de la série d'animation mais relève parfois une difficulté de jeu élevée ou des contrôles jugés moyens. Rétrospectivement, il est considéré comme un jeu à la difficulté élevée.

## Trame
The Simpsons: Bart's House of Weirdness se déroule dans l'univers de la série télévisée d'animation américaine Les Simpson,. Le jeu est visuellement très fidèle à son modèle,. Après avoir fait trop de bêtises, Bart Simpson est puni dans sa chambre par Homer, son père, « jusqu'à ce qu'il soit capable de se comporter comme un être humain ». Bart cherche alors un moyen de s'échapper de la maison, récolte des objets lui permettant d'affronter ses ennemis et réussit à atteindre la ville. Il finit par se diriger vers Krustyland, un parc d'attractions, où il doit sauver Krusty le clown de son ennemi Tahiti Bob,,.
Le jeu se déroule au départ dans la maison des Simpson, dans la chambre de Bart, au sous-sol, puis au grenier. Bien qu'il soit amené à repasser régulièrement par sa chambre, Bart accède à différents lieux de la série comme la maison de M. Burns ou un parc d'attractions,,.

## Système de jeu
The Simpsons: Bart's House of Weirdness est un jeu de plates-formes, agrémenté de phases de jeu d'action-aventure et de shoot 'em up,,. Le jeu n'est cependant pas affiché en défilement latéral mais avec la technique du flip-screen par un enchaînement d'écrans fixes : lorsque Bart se déplace et sort du champ d'un écran, un autre écran fixe est affiché. Le joueur contrôle Bart dans différentes missions et doit éliminer les ennemis qui s'opposent à lui. Au cours de celles-ci, il doit récupérer des objets avant d'accéder à l'affrontement final avec son ennemi Tahiti Bob. Par exemple, Bart doit retrouver la balle de Maggie, explorer le sous-sol et le grenier de la maison des Simpson ainsi que la maison de M. Burns, lutter contre un extra-terrestre ou participer à un épisode de l'univers d'Itchy et Scratchy,,. Le jeu contient six niveaux qui peuvent être joués dans n'importe quel ordre et un combat final. Au cours de ces niveaux, Bart doit se défendre des moutons de poussière, de divers insectes comme des abeilles, de différents personnages,, et éviter des pièges comme des trappes ou des couteaux qui tombent.

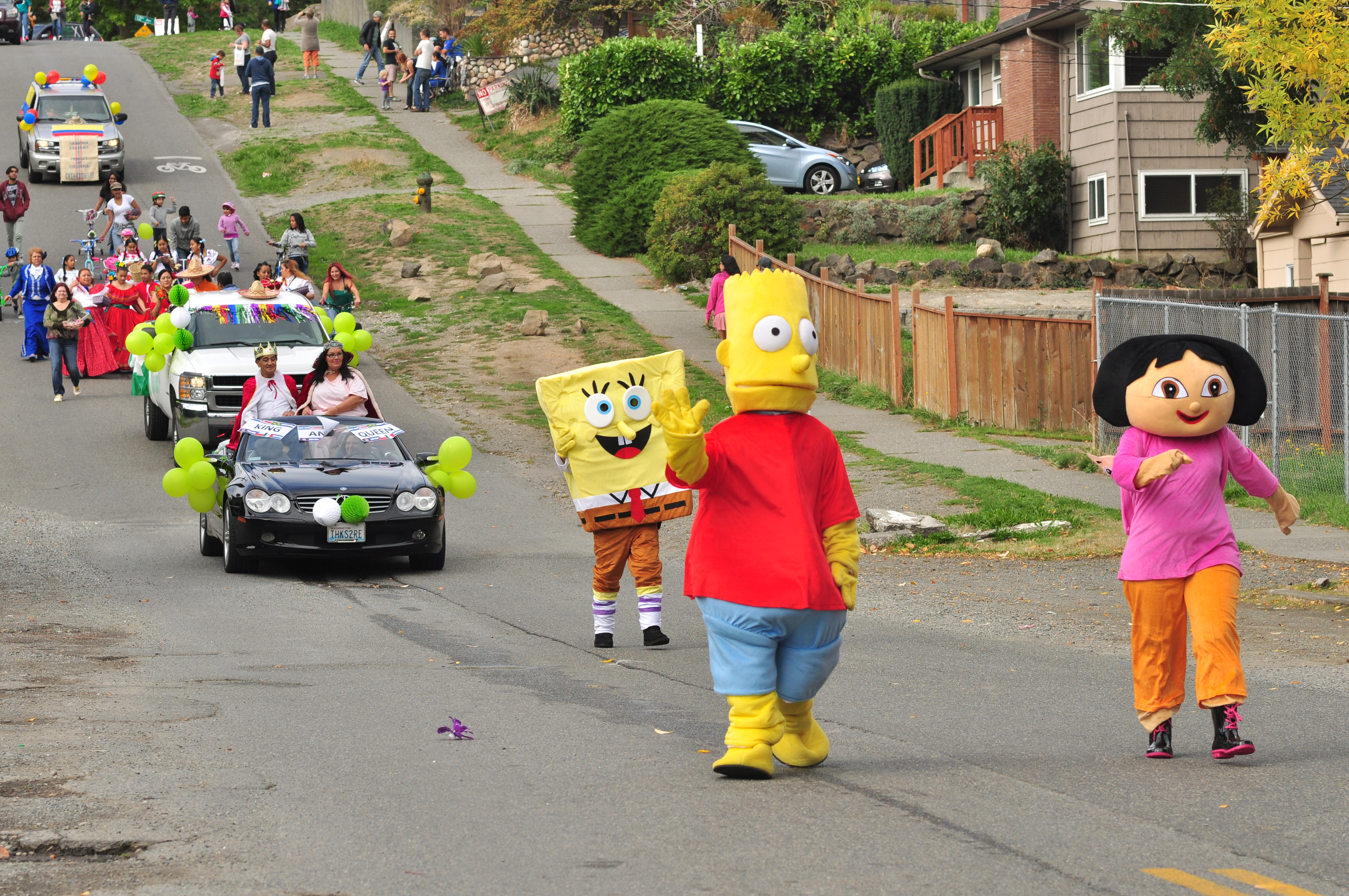
Forts du potentiel du personnage de Bart, tous les premiers jeux de la franchise sont centrés sur celui-ci durant les années 1990 (cosplay de Bart, mais aussi de Dora et de Bob l'éponge).

Bart peut courir et sauter pour éviter ses ennemis, un obstacle ou un trou, et tirer sur ses assaillants. Au cours de ses quêtes, il doit récolter de nombreux items. Sur certains écrans, le joueur peut interagir avec les décors et les divers éléments sur le principe du pointer-cliquer. Il peut utiliser des armes qu'il doit trouver dans le jeu, dont une mitraillette, un lance-pierres, une bombe de peinture et des ballons à eau,. Il peut opter en permanence entre deux armes configurées avant le début de chaque niveau, qu'il peut choisir parmi l'arsenal qu'il a amassé. Le joueur peut utiliser ses armes soit avec le clavier, soit avec un joystick. Le contrôle avec ce dernier comporte deux configurations différentes, une pour tirer et une pour sauter. Le joueur doit donc permuter de mode selon les situations à l'aide de la touche F9. Entre chaque niveau, Bart peut retourner dans sa chambre pour se reposer et pour que le joueur puisse sauvegarder la partie. L'interface intègre une barre d'état en bas sur la largeur de l'écran ; elle propose différentes informations comme l'objectif de la mission représentée par un objet, le nombre de vies, les armes et la quantité de munitions disponibles, et le « cool-o-meter » qui agit comme une barre de vie et indique la force restante de Bart dans chacune des missions,. Si un ennemi le touche, la barre de vie se vide peu à peu ; elle peut se recharger si le joueur trouve certains objets comme des donuts,. Si elle se vide complètement, Bart se couche sur le sol, rentre dans une sorte de crise et perd une vie. Chaque partie débute avec trois vies mais le joueur peut obtenir des vies supplémentaires. Chaque écran de jeu est numéroté, ce qui permet au joueur de se repérer.
Les séquences de jeu peuvent être enregistrées puis visionnées. Elles peuvent également être incorporées au générique de début du jeu.

## Développement
The Simpsons: Bart's House of Weirdness est développé par Distinctive Software et édité par Konami,. Matt Groening, créateur de la série d'animation Les Simpson, assiste la création du jeu. Concernant le choix d'utiliser Bart comme personnage principal, Bryan Dimick de Konami déclare : « Bart est rapidement devenu un personnage amusant et un symbole de rébellion et d'humour décalé, aussi bien pour les enfants que pour les adultes ». Le titre est compatible avec les standards d'affichage CGA, EGA et Tandy mais pas avec le standard VGA. Il comporte des voix numérisées de Bart et des musiques issues de la série télévisée.

## Commercialisation
Le jeu est annoncé par Konami lors du Consumer Electronics Show de juin 1991 qui se déroule à Chicago. En septembre 1991, la presse annonce sa sortie pour Noël 1991. Il sort uniquement en Amérique du Nord en 1992 sur PC (DOS).

## Accueil
Bart's House of Weirdness est bien accueilli par la presse spécialisée lors de sa sortie. Dragon Magazine estime qu'il est « sans doute l'un des meilleurs jeux arcade auquel nous ayons joué. C'est l'une des meilleures productions de Konami ». Le magazine ajoute : « ce jeu d'arcade est un régal » et est « vraiment un jeu amusant ». Il estime que le son est « superbement rendu par le synthétiseur MIDI Roland » et précise que le thème principal et les animations du début du jeu sont plutôt bons. Il conseille son achat aux amateurs de jeux orientés arcade et aux fans de la franchise et espère aussi que Konami édite une nouvelle version au standard VGA. Le Toronto Star considère que « les graphismes de House of Weirdness sont vifs et colorés et ressemblent beaucoup à ceux de la série télévisée ». Le journal remarque que des musiques issues de la série sont également présentes ainsi que des échantillons numérisés de la voix « un peu gémissante » de Bart. Computer Gaming World apprécie la fidélité des graphismes par rapport au dessin animé mais remarque que leur simplicité a facilité la réussite de son adaptation. Selon le magazine, le jeu est destiné aux joueurs les plus jeunes et consiste principalement à courir, sauter et tirer. L'auteur de l'article note également que Bart's House of Weirdness « contient quelques touches originales suffisamment intéressantes pour qu'[il] vaille la peine d'être remarqué ». Par ailleurs, il relève une violence « vraiment intense » dans la séquence de jeu impliquant Itchy et Scratchy, section « la plus difficile » du jeu. Le magazine estime que le joystick offre une réactivité inégale tout au long du jeu. Globalement, « le jeu tient la dragée haute à tout autre jeu d'arcade Mario-like » mais s'adresse aussi à ceux qui apprécient la franchise Simpson. Le magazine apprécie la fonctionnalité permettant de sauvegarder, « bienvenue [et] qui est trop rare dans les jeux d’arcade ». C'est aussi l'avis de VideoGames and Computer Entertainment pour les mêmes raisons. Ce dernier juge également les visuels totalement fidèles à ceux de la série sur laquelle le jeu se base. Le magazine estime que l'obligation de changer de configuration de joystick durant le jeu est dérangeante et qu'un tel désagrément aurait dû être supprimé durant le processus de création du jeu. Il n'apprécie pas l'aspect audio du jeu qui propose, selon l'auteur de l'article, des sonorités « métalliques », même avec les meilleures cartes son de l'époque. Par ailleurs, le magazine juge la difficulté de jeu moyenne et regrette la qualité des contrôles. Pour Game Players PC Strategy Guide, la participation de Matt Groening, le père des Simpson, au design du jeu lui confère une partie de l'atmosphère de la série télévisée. Compute! déclare que le jeu « met au défi le joueur d'être aussi débrouillard que Bart ». En juin 1995, le magazine italien MCmicrocomputer (it) qualifie Bart's House of Weirdness de « jeu vidéo qui résiste à l'usure du temps ».
The Simpsons: Bart's House of Weirdness est également jugé par plusieurs autres médias contemporains lors de différentes rétrospectives. Le site web UGO Networks estime que la sortie du jeu exclusivement sous DOS « explique très probablement pourquoi l'accueil critique et les fans du jeu se sont faits très discrets ». Il s'étonne également de cette sortie limitée, sachant que Konami « n'a généralement pas de problème pour distribuer ses jeux sur une grande variété de plates-formes ». De façon similaire en 2009, 1UP.com remarque que le jeu est « pratiquement inconnu (il n'y a même pas une seule vidéo de lui sur YouTube [en 2009]) » et estime qu'il mérite « un peu plus d'attention, ou même seulement qu'on reconnaisse son existence ». Le site apprécie les graphismes du jeu mais critique son gameplay, « contre-intuitif », avec des « objectifs [qui] ne sont pas clairs ». Il critique également la conception de niveau qui « semble générée aléatoirement » ainsi que les « gros et beaux sprites » qui ne se déplacent pas toujours bien. Pour Game Informer qui chronique tous les jeux Simpson en 2014, le niveau de difficulté du jeu est élevé. En 2016, IGN juge les graphismes « superbes » d'autant plus qu'ils sont « fidèles à la série ». Le site relève cependant des « contrôles horribles » et des ennemis au comportement peu étudié qui mènent à une expérience « frustrante ». GamesRadar+, qui réalise un classement des meilleurs jeux de la franchise en 2017, relève également une difficulté de jeu élevée.

## Postérité
The Simpsons: Bart's House of Weirdness figure en dernière position du top 10 des jeux Simpson réalisé par IGN en 2016. GamesRadar+ le place au 22e rang de son classement des 25 meilleurs jeux de la franchise en 2017.
Depuis le lancement de la série télévisée en 1989, de nombreux jeux l'adaptent afin de capitaliser sur sa notoriété ; seules les franchises Star Wars et Dragon Ball font mieux en termes de nombre de jeux inspirés de celles-ci. Si la série inspire une vague de dessins animés destinés aux adultes, la création d'un film, ou voit certaines de ses répliques récurrentes entrer dans la culture populaire, son influence sur les jeux vidéo est moins importante. Depuis sa création, la série de jeux a été transposée sur la plupart des plates-formes de jeux, de l'arcade aux nombreuses générations de consoles de jeux vidéo. Cependant, la presse spécialisée s'accorde à dire qu'elle peine à faire émerger des jeux exceptionnels, la série étant composée du pire comme du meilleur,, dont la qualité et l'intérêt sont disparates.